# چی‌فای
چی‌فای (به ویتنامی: Xã Trí Phải) یک قصبه در ویتنام است که در استان کاماو واقع شده‌است.